# Рокси Пантер
Рокси Пантер (на английски: Roxy Panther) е унгарска порнографска актриса.

## Биография
Рокси Пантер е родена на 20 януари 1987 г. Започва своята кариера в порнографската индустрията през 2006 г., когато е на 19-годишна възраст.
В своите сцени унгарската порноактриса прави мастурбации, вагинален, орален и анален секс, двойни прониквания, еякулация върху лицето ѝ, гълтане на сперма, лесбийски и групов секс. Участва в над 60 порнофилма, сред които: „Evil Anal 4“, „Porn Wars 2“, „Pornochic 15: Melissa“, „Private Sports 12: Sex on Snow“, „Xcalibur 3: The Lords of Sex“ и др. Снима в Европа, Южна Америка, САЩ и на островите в Карибско море.
През 2007 г. участва в Международния еротичен филмов фестивал в Барселона, Испания и в еротичното изложение „Венус“ в Берлин, Германия.
През 2009 г. получава две номинации за награди на AVN – за най-добра чуждестранна изпълнителка и за най-добра секс сцена в чуждестранна продукция.

## Награди
Номинации за награди
- 2009: Номинация за AVN награда за чуждестранна изпълнителка на годината.[5][3]
- 2009: Номинация за Hot d'Or награда за най-добра европейска актриса – за изпълнението на ролята ѝ във филма „Авиолинии Дорсел: Париж/Ню Йорк“.[6][7]
- 2009: Номинация за AVN награда за най-добра секс сцена в чуждестранна продукция.[3]